# Manapouri
Manapouri é uma pequena cidade localizada na região de Southland, no Sudoeste da Ilha Sul da Nova Zelândia. Localizada às margens do Lago Manapouri, a cidade é cruzada pelo Rio Waiau e funciona como um dos acessos para o Parque Nacional de Fiordland.
Manapouri está localizada a 20 quilômetros de distância de Te Anau, o maior povoado da região. Manapouri é um famoso destino turístico, especialmente durante os meses de verão. A cidade é porta de entrada para a exploração do Doubtful Sound e ponto de partida para muitas das trilhas locais.